# Mouxy
Mouxy és un municipi francès situat al departament de la Savoia i a la regió d'Alvèrnia-Roine-Alps. L'any 2007 tenia 1.888 habitants.

## Demografia

### Població
El 2007 la població de fet de Mouxy era de 1.888 persones. Hi havia 692 famílies de les quals 104 eren unipersonals (48 homes vivint sols i 56 dones vivint soles), 236 parelles sense fills, 280 parelles amb fills i 72 famílies monoparentals amb fills.
La població ha evolucionat segons el següent gràfic:
Habitants censats

### Habitatges
El 2007 hi havia 747 habitatges, 698 eren l'habitatge principal de la família, 25 eren segones residències i 24 estaven desocupats. 704 eren cases i 43 eren apartaments. Dels 698 habitatges principals, 608 estaven ocupats pels seus propietaris, 74 estaven llogats i ocupats pels llogaters i 16 estaven cedits a títol gratuït; 1 tenia una cambra, 18 en tenien dues, 53 en tenien tres, 195 en tenien quatre i 431 en tenien cinc o més. 626 habitatges disposaven pel capbaix d'una plaça de pàrquing. A 242 habitatges hi havia un automòbil i a 426 n'hi havia dos o més.

### Piràmide de població
La piràmide de població per edats i sexe el 2009 era:
| Homes | Edats   | Dones |
| ----- | ------- | ----- |
| 0     | 95 o +  | 4     |
| 0     | 90 a 94 | 0     |
| 8     | 85 a 89 | 16    |
| 8     | 80 a 84 | 4     |
| 20    | 75 a 79 | 28    |
| 24    | 70 a 74 | 24    |
| 36    | 65 a 69 | 28    |
| 52    | 60 a 64 | 52    |
| 52    | 55 a 59 | 60    |
| 76    | 50 a 54 | 68    |
| 68    | 45 a 49 | 52    |
| 44    | 40 a 44 | 76    |
| 32    | 35 a 39 | 68    |
| 52    | 30 a 34 | 32    |
| 36    | 25 a 29 | 28    |
| 52    | 20 a 24 | 36    |
| 64    | 15 a 19 | 56    |
| 40    | 10 a 14 | 64    |
| 48    | 5 a 9   | 48    |
| 36    | 0 a 4   | 24    |

## Economia
El 2007 la població en edat de treballar era de 1.243 persones, 909 eren actives i 334 eren inactives. De les 909 persones actives 863 estaven ocupades (456 homes i 407 dones) i 46 estaven aturades (24 homes i 22 dones). De les 334 persones inactives 139 estaven jubilades, 115 estaven estudiant i 80 estaven classificades com a «altres inactius».

### Ingressos
El 2009 a Mouxy hi havia 757 unitats fiscals que integraven 2.113 persones, la mediana anual d'ingressos fiscals per persona era de 22.792,5 €.

### Activitats econòmiques
Dels 66 establiments que hi havia el 2007, 1 era d'una empresa extractiva, 1 d'una empresa alimentària, 2 d'empreses de fabricació d'altres productes industrials, 18 d'empreses de construcció, 10 d'empreses de comerç i reparació d'automòbils, 2 d'empreses d'hostatgeria i restauració, 1 d'una empresa d'informació i comunicació, 3 d'empreses financeres, 10 d'empreses immobiliàries, 4 d'empreses de serveis, 11 d'entitats de l'administració pública i 3 d'empreses classificades com a «altres activitats de serveis».
Dels 18 establiments de servei als particulars que hi havia el 2009, 1 era un taller de reparació d'automòbils i de material agrícola, 3 guixaires pintors, 4 fusteries, 2 lampisteries, 3 electricistes, 2 empreses de construcció, 1 perruqueria, 1 restaurant i 1 agència immobiliària.
L'únic establiment comercial que hi havia el 2009 era una fleca.
L'any 2000 a Mouxy hi havia 10 explotacions agrícoles.

## Equipaments sanitaris i escolars
L'únic equipament sanitari que hi havia el 2009 era una farmàcia.
El 2009 hi havia una escola elemental.

## Poblacions més properes
El següent diagrama mostra les poblacions més properes.